# Brendan Fehr

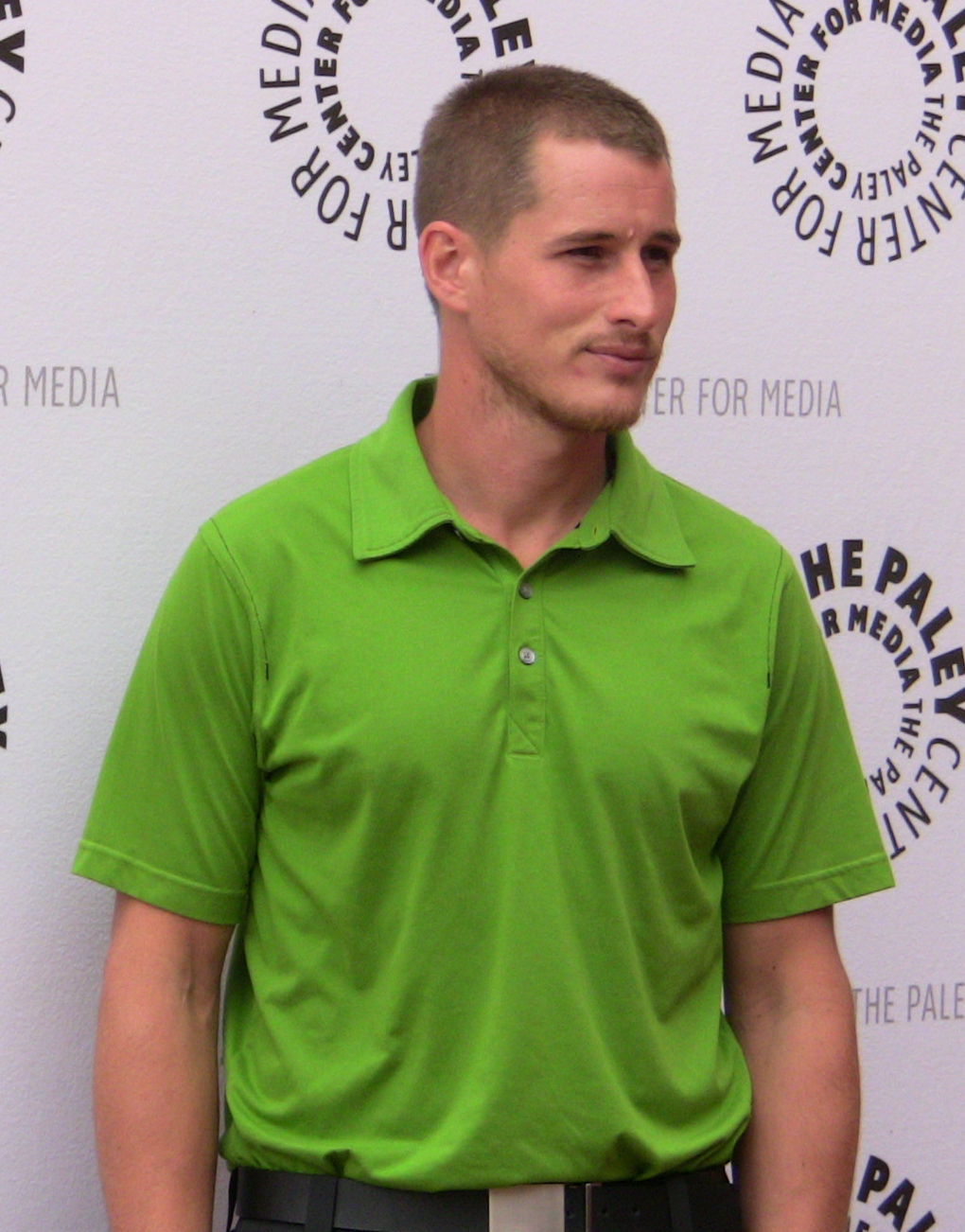
Brendan Fehr en un evento.

Brendan Jacob Joel Fehr (New Westminster, 29 de octubre de 1977) es un actor de cine y televisión canadiense, más conocido por interpretar a Michael Guerin en la serie de televisión de The WB Roswell, al personaje Jared Booth en la serie Bones, y también por retratar técnico de laboratorio en CSI: Miami, Dan Cooper. En 2008 Fehr ganó un premio Gemini por "la estrella masculina más sexy de TV canadiense". Brendan está trabajando actualmente en su papel como Jake Baron en la serie sci-fi Baron + Toluca (B + T).

## Nacimiento y educación
Fehr nació en New Westminster, Columbia Británica, su madre que trabajaba como administrador de casos correccionales y su padre que era un fabricante de yates. Se trasladó a Winnipeg, Manitoba en 1990, y fue criado de manea estricta en una familia de origen menonita de Rusia. Se graduó en 1995 del Mennonite Brethren Collegiate Institute.

## Carrera
Fehr ha modelado para Levi's, Calvin Klein, Armani, DKNY Jeans y sus fotos han aparecido en muchas revistas. En 1996 fue elegido para una telenovela de Internet, CR6. Él irrumpió en la televisión en 1997 cuando fue elegido en Breaker High. Disfrutó de un papel regular en la serie de televisión de ciencia ficción Roswell de 1999 a 2002. En 2001, Fehr protagonizó el video de U2 "Stuck in a Moment You Can't Get Out Of". Interpreta a un jugador de fútbol novato llamado Paul Hewson (nombre real de Bono). También apareció en el video de Vanessa Carlton "Pretty Baby".
Desde 2008, ha protagonizado como Jake Stanton la miniserie de ABC, Samurai Girl, y ha tenido un papel recurrente como el personaje Jared Booth en Bones. Fehr desempeñó recientemente un hombre de negocios en la película A Christmas Kiss y el navegador de un buque de guerra de Estados Unidos en la película X-Men First Class.
En 2014, Brendan comenzó a interpretar el papel del Dr. Drew Alister, un veterano del Ejército y cirujano en un hospital de San Antonio, en el drama de la NBC, The Night Shift. La serie fue renovada para una segunda temporada, el 1 de julio de 2014.

## Vida personal
Fehr vive en Los Ángeles, California con su mujer, Jennifer Rowley, con quien se casó en julio de 2006. Tienen tres hijas.

## Filmografía
| Películas  | Películas                       | Películas                            | Películas                                            |
| Año        | Película                        | Rol                                  | Notas                                                |
| ---------- | ------------------------------- | ------------------------------------ | ---------------------------------------------------- |
| 1998       | Hand                            | Hart                                 |                                                      |
| 1998       | Disturbing Behavior             | Brendan – Motor Jock                 |                                                      |
| 2000       | Christina's House               | Eddy Duncan                          |                                                      |
| 2000       | Final Destination               | George Waggner                       |                                                      |
| 2001       | Kill Me Later                   | Billy                                |                                                      |
| 2001       | The Forsaken                    | Nick                                 |                                                      |
| 2002       | Long Shot                       | Danny                                |                                                      |
| 2002       | Edge of Madness                 | Simon Herron                         |                                                      |
| 2003       | Biker Boyz                      | Stuntman                             |                                                      |
| 2003       | Nemesis Game                    | Dennis Reveni                        |                                                      |
| 2004       | Childstar                       | Chip Metzger                         |                                                      |
| 2004       | Sugar                           | Butch                                |                                                      |
| 2005       | The Long Weekend                | Edward 'Ed' Waxman                   |                                                      |
| 2006       | Comeback Season                 | Paul                                 |                                                      |
| 2007       | The Fifth Patient               | Vince Callow                         |                                                      |
| 2008       | The Other Side of the Tracks    | Josh                                 |                                                      |
| 2010       | Fort McCoy                      | Sargento Dominic Rossi               |                                                      |
| 2011       | X-Men: primera generación       | Soldado a bordo de buque de la flota | Oficial de comunicaciones                            |
| 2011       | A Christmas Kiss                | Adam Hughes                          |                                                      |
| 2012       | Silent Night                    | Deputy Jordan                        |                                                      |
| 2012       | Roswell FM                      | Jay Rathbone                         |                                                      |
| 2013       | Only I                          | Orion Smith                          |                                                      |
| 2013       | 13 Eerie                        | Daniel                               |                                                      |
| 2014       | Guardians of the Galaxy         | Rhomann Dey's Partner                |                                                      |
| 2014       | House of secrets                | Tyler                                |                                                      |
| Televisión |                                 |                                      |                                                      |
| Año        | Título                          | Rol                                  | Notas                                                |
| 1997       | Breaker High                    | Price Montague                       | Episodio: Tamara Has Two Faces                       |
| 1998       | Every Mother's Worst Fear       | Alan                                 | TV movie                                             |
| 1998       | Night Man                       | Eric                                 | Episodio: It Came from Out of the Sky                |
| 1998       | Perfect Little Angels           | Mitch Furress                        | TV movie                                             |
| 1998, 1999 | Millennium                      | Kevin Galbraith Nick Carfagna        | Episodio: The Pest House Episodio: Collateral Damage |
| 1999       | The New Addams Family           | Sam Sedgwick                         | Episodio: Wednesday's Crush                          |
| 1999       | Our Guys: Outrage at Glen Ridge | Barry Bennett                        | Película para TV                                     |
| 1999–2002  | Roswell                         | Michael Guerin                       | 61 episodios                                         |
| 2005–2008  | CSI: Miami                      | Dan Cooper                           | 35 episodios                                         |
| 2008       | Samurai Girl                    | Jake Stanton                         | Miniseries                                           |
| 2008–2010  | Bones                           | Jared Booth                          | 5 episodios                                          |
| 2010       | The Cutting Edge: Fire & Ice    | James McKinsey                       | Película para TV                                     |
| 2010       | Ice Quake                       | Michael Webster                      | Película para TV                                     |
| 2010       | CSI: NY                         | Al Branson                           | Episode: Tales from the Undercard                    |
| 2011       | And Baby Will Fall              | David Rose                           | Película para TV                                     |
| 2011       | A Christmas Kiss                | Adam Hughes                          | Película para TV                                     |
| 2011-2012  | Nikita                          | Steven                               | Episodio: Coup de Grace Episodio: Dead Drop          |
| 2012       | Adopting Terror                 | Kevin Anderson                       | Película para TV                                     |
| 2013       | Longmire                        | Greg Collette                        | Episodio: Carcasses                                  |
| 2014       | House of Secrets                | Tyler Jordan                         | Película para TV                                     |
| 2014       | The Night Shift                 | Dr. Drew Alister                     | Elenco Principal                                     |

## Premios y nombramientos
Premio de Saturno
- 2001: Nominado, "Mejor actor de reparto en televisión" - Roswell

Gemini Premio
- 2008: Ganó, "estrella masculina más sexy de TV Canadiense"

Genie Premio
- 2005: Nominado "Mejor Interpretación de un Actor en Papel Secundario"

Premios de Elección del adolescente
- 2000: Nominado, "Elección Sidekick" - Roswell
- 2001: Nominado, "Elección Sidekick" - Roswell